# 飯盛城 (肥前国)
飯盛城（いいもりじょう）は、旧肥前国 松浦郡 相神浦（現・佐世保市相浦）の愛宕山（別称飯盛山）にあった日本の城。

## 歴史
北松浦半島やその周辺島嶼に勢力を張った松浦党の宗家（宗家松浦氏または相神浦松浦氏と称す）と分家の平戸松浦氏は、15世紀後半から北松浦地域における覇権をめぐって激しく争った。
1498年（明応7年）にそれまでの本拠大智庵城を落とされ一時滅亡寸前に至った宗家松浦氏が旧領相神浦（相浦）の回復を果たした後、1535年（天文4年）に宗家当主の松浦親により愛宕山の南西山腹部に飯盛城が築かれ、宗家松浦氏の新たな根拠地となった。
しかし、築城後ほどなく宗家と平戸の両者の対立は再び激しくなり、最終的に1563年（永禄6年）から2年にわたる籠城戦の末に宗家の親は平戸松浦氏の隆信・鎮信父子に敗れ降伏、親は出家し宗家松浦氏は平戸松浦氏に従属することとなった。

## 城郭
愛宕山の南西山腹に築かれた山城。城跡は現在飯盛神社が鎮座する境内からその裏手の山林一帯とされている。飯盛城のものと確定されている遺構は2009年現在発見されていない。

## アクセス
- 松浦鉄道西九州線上相浦駅より徒歩15分。
- 佐世保市交通局（佐世保市営バス）「相浦栄町」バス停留所下車。

## 周辺
愛宕山麓には現在も宗家松浦氏の崇敬を受けた寺社が残っている。
- 飯盛神社
- 洪徳寺
- 金照寺
- 城島健司ベースボール記念館